# Carolina Tejera
Nelly Carolina Tejera (sinh ngày 14 tháng 10 năm 1976 tại Caracas, Venezuela) là một người mẫu và Diễn viên người Venezuela. Cô được biết đến nhiều nhất với vai diễn Eva Granados trong phim Telenovela Gata Salvaje của Venevision.

## Tiểu sử
Mẹ của Tejera đến từ Tây Ban Nha và cha cô đến từ Guadalajara, México.
Vào ngày 4 tháng 3 năm 2006, cô kết hôn với doanh nhân người Costa, Don Stockwell. Vào ngày 2 tháng 8 năm 2006, Carolina đã hạ sinh đứa con đầu lòng của cô, một cậu bé tên Michael Aslan Stockwell Tejera, cặp đôi đã ly thân vào năm 2011.

## Đóng phim
| Năm       | Chức vụ                              | Công ty sản xuất                    | Vai trò   | Ghi chú            |
| --------- | ------------------------------------ | ----------------------------------- | --------- | ------------------ |
| 2013      | Cosita Linda                         | Venevisión                          | Tiffany   | Nhân vật phản diện |
| 2012      | Corazón Valiente                     | Telemundo Studios Miami             | Lorena    | Nhân vật chính     |
| 2011      | Mi Corazón Insiste từ en Lola Volcán | Telemundo Studios Miami             | Diana     | Nhân vật phản diện |
| 2010-2011 | rạng Đông                            | Telemundo Studios Miami             | Clara     | Nhân vật chính     |
| 2010      | Alguien Te Mira                      | Telemundo Studios Miami             | Valeria   | Nhân vật chính     |
| 2008      | Valeria                              | Định vị                             | Miroslava | Nhân vật phản diện |
| 2007      | Lola... É cụm una vez                | Televisa                            | Samara    | Nhân vật phản diện |
| 2004      | Inocente de ti                       | Televisa                            | Nuria     | Nhân vật phản diện |
| 2003      | La tees de Lorenzo                   | Định vị                             | Laura     | Nhân vật phản diện |
| 2002      | Gata Salvaje                         | Định vị                             | Eva       | Nhân vật phản diện |
| 2001      | Carissima                            | RCTV                                | Maribella | Nhân vật phản diện |
| 2000      | Hay Amores Que Matan                 | RCTV                                | Amanda    | Nhân vật chính     |
| 1999      | Bí mật                               | RCTV                                | Eugenia   | Nhân vật chính     |
| 1998      | Reina de Corazones                   | Đài phát thanh Venezuela Televisión | Mesalina  | Nhân vật phản diện |
| 1996      | Volv một vivir                       | RCTV                                | Angela    | Nhân vật chính     |